# Air Cairo
Az Air Cairo (arab betűkkel: إير كايرو) egy egyiptomi diszkont légitársaság, az EgyptAir résztulajdonú leányvállalata. 2003-ban alapították. Bázisrepülőtere a kairói nemzetközi repülőtér. A légitársaság a Közel-Kelet és Európa egyes országaiba üzemeltet alacsony árú járatokat.

## Tulajdonosi szerkezet
A légitársaság tulajdonosai:
- EgyptAir (60%)
- Egyiptomi Nemzeti Bank (20%)
- Bank Misr (20%)

## Úticélok
2016 októberében a légitársaság úti céljai:
| [Bázis]  | Bázis                    |
| [Fókusz] | Fókuszreptér             |
| ^        | Tervezett                |
| [M]      | Megszűnt járat célpontja |

## Flotta
Az Air Cairo flottája a következő repülőgépekből áll (2017 áprilisi adat):
A légitársaság korábban egy A320 és két A321 gépet bérelt az EgyptAirtől, mielőtt jelenlegi gépeit birtokba vette.

## Fordítás
- Ez a szócikk részben vagy egészben  az   Air Cairo című angol Wikipédia-szócikk ezen változatának fordításán alapul.  Az eredeti cikk szerkesztőit annak laptörténete sorolja fel. Ez a jelzés csupán a megfogalmazás eredetét és a szerzői jogokat jelzi, nem szolgál a cikkben szereplő információk forrásmegjelöléseként.